# Martin-chasseur des Marquises
Todiramphus godeffroyi
Espèce
Statut de conservation UICN

 CR B1ab(i,ii,iii,iv,v) : 
En danger critique
Le Martin-chasseur des Marquises (Todiramphus godeffroyi) est une espèce d'oiseau de la famille des Alcedinidae.
Son nom en marquisien est Pahi. Il a disparu de Hiva Oa dans les années 1990.

## Répartition
L'espèce est endémique à deux îles Marquises (Hiva Oa et Tahuata).

L'introduction des Grands-ducs de Virginie (Bubo virginianus) et du Martin triste (Acridotheres tristis) à Hiva Oa a eu un effet dévastateur, et les martins-pêcheurs sont maintenant probablement éteints sur cette île, la dernière observation datant de 1997.
Tahuata est maintenant le dernier refuge de l'espèce où elle est en déclin continu.

## Population
Selon l'UICN, la population est estimée à environ 350 individus matures.

## Habitat
Le martin-pêcheur des Marquises préfère la forêt dense et humide le long des ruisseaux de montagne et des vallées isolées de basse à moyenne altitude.

Il a également été observé dans les cocoteraies, sur les pentes sèches couvertes de manguiers et de jameloniers, ainsi que sur les sommets couverts de bosquets de casuarina.

## Alimentation
Il se nourrit principalement d'insectes et de lézards.

## Reproduction
L'espèce niche principalement dans les arbres hala (pandanus tectorius) mais s’installe également dans les cocotiers (cocos nucifera) ainsi que dans des arbres en état de détérioration avancée tels que les arbres à pain (artocarpus altilis) et les banians du Pacifique (ficus prolixa).

## Menaces
Les principales menaces qui pèsent sur l'espèce sont la prédation par les chats harets et les perturbations causées par les rongeurs envahissants (rat noir et rat polynésien).
Il semble que la population soit en déclin et les causes sont peut-être dues à  l’augmentation de la population accompagnée de ses activités ainsi qu’au changement dans leur aire de distribution.

## Sources
- Article publié le 17 février 2023 sur le site https://www.birdlife.org (en)